# Commercial Orbital Transportation Services
Commercial Orbital Transportation Services, "Kommersiell omloppstransporttjänst" (COTS) var ett NASA-program genom vilket NASA samarbetade med privata företag för att utveckla rymdfarkoster för leverans av besättning och leveranser till den Internationella rymdstationen.  
COTS är relaterat men skilt ifrån Commercial Resupply Services (CRS)-programmet. COTS avser utvecklingen av farkoster, CRS  de faktiska leveranserna. COTS innebär inte bindande kontrakt. CRS å andra sidan innebär juridiskt bindande avtal, vilket innebar att leverantörerna skulle vara ansvariga om de misslyckades med att utföra uppgiften. Commercial Crew Development (CCDev) är ett närstående program som syftar specifikt till att utveckla besättningsrotationstjänster. Det liknar COTS-D. Alla tre programmen hanteras av NASA:s Commercial Crew and Cargo Program Office (C3PO).  
NASA tecknade avtal med SpaceX och Rocketplane Kistler (RpK) 2006, men avslutade senare avtalet med RpK på grund av otillräcklig privat finansiering. NASA tecknade sedan ett avtal med Orbital Sciences under 2008. NASA tilldelade kontrakt till Orbital Sciences respektive SpaceX för att använda deras farkoster till fraktleveranser till International Space Station(ISS) i december 2008.
I maj 2012 fick SpaceX Dragon uppmärksamhet i och med att den  blev den första kommersiella farkosten att leverera frakt till ISS. Den 22 maj bekräftade NASA att de inte längre behövde använda sig av ryska farkoster för transporter till ISS utan enbart använda sig av de amerikanska kommersiella farkosterna SpaceX Dragon and Orbital Sciences Cygnus, med några få undantag.
COTS- programmet avslutades i november 2013 efter att de två företagen SpaceX och Orbital Sciences Corporation hade designat, byggt och avfyrat nya rymdfarkoster med nydesignade raketer.
NASA:s slutrapport om programmet för kommersiell omloppstransporttjänst (COTS) visar att det var en stor framgång och en framtida modell för offentligt-privat samarbete. Jämfört med traditionella kontrakt som tidigare använts av NASA som 12 miljarder dollar-kontraktet med Orion (rymdfarkost), resulterade effektiviteten i COTS-investeringen på 800 miljoner dollar i "två nya amerikanska uppskjutningsraketer för medelstor last samt två automatiserade rymdfarkoster för frakt"

## Deltagare
Mer än tjugo organisationer lämnade COTS-förslag i mars 2006, varav tjugo offentliggjordes.
| Företag                              | Rymdfarkost                | Rymdraket               | Partner                              | Första rundans deltagare | Första rundans semifinalister | Andra rundans deltagare | Vann rundan |
| ------------------------------------ | -------------------------- | ----------------------- | ------------------------------------ | ------------------------ | ----------------------------- | ----------------------- | ----------- |
| Orbital Sciences                     | Cygnus                     | Antares                 |                                      | i.u.                     | Nej                           | Ja                      | Ja          |
| SpaceX                               | Dragon                     | Falcon 9                |                                      | Ja                       | Ja                            | Ja                      | Ja          |
| Andrews Space                        | Andrews Cargo Module       | Hercules                | Alliant Techsystems, MDA             | Ja                       | Ja                            | Ja                      | Nej         |
| Boeing                               | Automated Transfer Vehicle | Delta IV                | Arianespace, EADS Astrium            | i.u.                     | Nej                           | Ja                      | Nej         |
| PlanetSpace                          | Orbital Transfer Vehicle   | Athena III              | Alliant Techsystems, Lockheed Martin | Nej                      | Nej                           | Ja                      | Nej         |
| SpaceHab                             | ARCTUS                     | Atlas V                 | Lockheed Martin                      | Ja                       | Ja                            | Ja                      | Nej         |
| Rocketplane Kistler                  | K-1                        | K-1                     | Orbital Sciences                     | Ja                       | Ja                            | Nej                     | Nej         |
| Venturer Aerospace                   | S-550 (Rymdfarkost)        | Falcon 9                | SpaceX                               | Ja                       | Nej                           | Nej                     | Nej         |
| SpaceDev                             | Dream Chaser               | Atlas V                 | Lockheed Martin                      | Nej                      | Nej                           | i.u.                    | Nej         |
| t/Space                              | Crew Transfer Vehicle      | QuickReach              | AirLaunch                            | Nej                      | Nej                           | i.u.                    | Nej         |
| Constellation Services International | Progress                   | Sojuz                   | RKK Energia                          | i.u.                     | Nej                           | i.u.                    | Nej         |
| Lockheed Martin                      | ATV, H-II Transfer Vehicle | Atlas V                 | EADS Astrium, JAXA                   | i.u.                     | Nej                           | i.u.                    | Nej         |
| PanAero                              | Space Van                  | Space Van               |                                      | i.u.                     | Nej                           | i.u.                    | Nej         |
| Space Systems/Loral                  | Space Tug                  | Aquarius Launch Vehicle | Constellation Services International | i.u.                     | Nej                           | i.u.                    | Nej         |
| Advent Launch Services[källa behövs] | i.u.                       | i.u.                    |                                      | i.u.                     | Nej                           | i.u.                    | Nej         |
| Exploration Partners[källa behövs]   | i.u.                       | i.u.                    |                                      | i.u.                     | Nej                           | i.u.                    | Nej         |
| Odyssey Space Research[källa behövs] | i.u.                       | i.u.                    |                                      | i.u.                     | Nej                           | i.u.                    | Nej         |
| Thortek Laboratories                 | i.u.                       | i.u.                    |                                      | i.u.                     | Nej                           | i.u.                    | Nej         |
| Triton Systems                       | i.u.                       | i.u.                    |                                      | i.u.                     | Nej                           | i.u.                    | Nej         |